# Egypt Kids
Egypt Kids è un videogioco uscito nel 2001 per Microsoft Windows. È stato sviluppato da EMG e pubblicato da Cryo Interactive.
Il gioco, indirizzato a bambini di età non inferiore ai tre anni, è ambientato a Heliopolis, una città situata sulle rive del Nilo, in Egitto. Il giocatore non deve fare altro che risolvere degli enigmi raccogliendo oggetti e visitando nuove zone, in modo da imparare numerose nozioni riguardanti argomenti come la vita in Egitto e gli dei egiziani. Dragoo, un piccolo, simpatico drago, è la guida del giocatore attraverso il gioco. Il gioco contiene anche un'enciclopedia multimediale dell'Antico Egitto.
È uscito in Italia, Russia (con il titolo Египет. Мумия и колдун), Germania (con il titolo Egypt Kids), Polonia (con il titolo Dzieci Egiptu). In Francia è stato pubblicato il 20 novembre 2001.